# Lista de hospitais públicos nos Estados Unidos
Esta é uma lista de hospitais públicos nos Estados Unidos.

## Funcionando atualmente

### Arizona
- Valleywise Health (Phoenix)[1]
  - Valleywise Health Medical Center (Phoenix)

### Califórnia
- Alameda Health System (Condado de Alameda)
  - Highland Hospital (Oakland)

- Los Angeles County Department of Health Services (Condado de Los Angeles)
  - Los Angeles General Medical Center (Los Angeles)
  - Harbor-UCLA Medical Center (Torrance)
  - Olive View-UCLA Medical Center (Los Angeles)
- San Francisco Department of Public Health (São Francisco)
  - San Francisco General Hospital (São Francisco)
- Santa Clara County Health System (Condado de Santa Clara)
  - Santa Clara Valley Medical Center (San Jose)

### Carolina do Norte
- Atrium Health (Condado de Mecklenburg)
  - Carolinas Medical Center (Charlotte)

### Colorado
- Denver Health (Denver)

### Connecticut
- UConn Health (Farmington)
  - John Dempsey Hospital (Farmington)

### Flórida
- Jackson Memorial Hospital (operado pelo Condado de Miami-Dade) (Miami)
- Broward Health (Fort Lauderdale)
- UF Health Shands (Gainesville)
- Lee Health (Fort Myers)

### Geórgia
- Grady Memorial Hospital (Atlanta)

### Illinois
- John H. Stroger Jr. Hospital of Cook County (Chicago)
- Provident Hospital (Chicago)

### Indiana
- Sidney & Lois Eskenazi Hospital (Indianápolis)[2]

### Minnesota
- Hennepin County Medical Center (Minneapolis)

### Mississippi
- Greenwood Leflore Hospital (propriedade conjunta de Greenwood e do Condado de Leflore)[3]

### Nova Iorque
- NYC Health + Hospitals (Nova Iorque)[4]
  - Bellevue Hospital (Primeira Avenida, Manhattan)
  - South Brooklyn Health (Coney Island, Brooklyn)
  - Elmhurst Hospital Center (Elmhurst, Queens)
  - Harlem Hospital Center (Harlem, Manhattan)
  - Jacobi Medical Center (Morris Park, Bronx)
  - Kings County Hospital Center (East Flatbush, Brooklyn)
  - Lincoln Hospital (Mott Haven, Bronx)
  - Metropolitan Hospital Center (East Harlem)
  - North Central Bronx Hospital (Bronx)
  - Queens Hospital Center (Queens)
  - Woodhull Medical Center (Bed-Stuy, Brooklyn)

### Nova Jérsia
- University Hospital (Newark)

### Óregon
- Harney District Hospital (Burns)[5]
- Lake District Hospital (Lakeview)

### Tennessee
- West Tennessee Healthcare (Jackson)[6]

### Texas
- Brooke Army Medical Center (San Antonio)
- Harris Health (Condado de Harris)
  - Ben Taub Hospital (Houston)
  - Lyndon B. Johnson General Hospital (Houston)[7]
- JPS Health Network (Condado de Tarrant)
  - John Peter Smith Hospital (Fort Worth)
- Parkland Health & Hospital System (Condado de Dallas)
  - Parkland Memorial Hospital (Dallas)
- University Health System (Condado de Bexar)
  - University Hospital (San Antonio)

## Inativos
- Boston City Hospital (Boston, Massachusetts)
- Brackenridge Hospital (Austin, Texas)
- Detroit General Hospital (Detroit, Michigan; foi privatizado e tornou-se Detroit Receiving Hospital)
- District of Columbia General Hospital (Washington, D.C.)
- Greenville General Hospital (Greenville, Carolina do Sul;[8] Continua a possuir as instalações do hospital, mas aluga a gestão para a Prisma Health,[9] que a opera como Prisma Health Greenville Memorial Hospital)
- Martin Luther King Jr./Drew Medical Center (Condado de Los Angeles, Califórnia)
- New Hanover Regional Medical Center (Wilmington, Carolina do Norte; Anteriormente operado pelo Condado de New Hanover.[10] Em fevereiro de 2021, a Novant Health, uma organização privada sem fins lucrativos, adquiriu o hospital.[11] Devido à aquisição, não é mais um hospital público)[12]
- Tampa General Hospital (Tampa, Flórida; Originalmente chamado Tampa Municipal Hospital, foi privatizado por volta de 1997)[13]